# Ваздушно звоно
Ваздушно звоно је битан део пумпе високог притиска, то је у ствари метални суд израђен од истог материјала од којег је изграђено тело пумпе. Обично се поставља на пумпу изнад потискујућег вентила. За ваздушно звоно постоје и други термини као што су акумулатор притиска, ветреник, ваздушник.

## Грађа ваздушног звона
Ваздушно звоно је метална комора цилиндричног облика подељена на два дела еластичном непропусном мембраном. Горњу половину коморе чини ваздушни део на чијем кућишту се налази вентил за ваздух попут оних на пнеуматским точковима. У доњу половину коморе пумпа убацује течност кроз цев преко које је комора повезана са пумпом. Између ове две металне коморе најчешће се налази еластична гумена мембрана.

### Делови ваздушног звона
- Горња комора
- Непропусна мембрана
- Доња комора
- Ваздушни вентил
- Улазна цев

## Принцип рада
Принцип рада се заснива на дејству компримованог ваздуха из горње коморе преко еластичне мембране на течност у доњој комори. У доњу половину пумпа убацује течност, а компримовани ваздух у горњој (ваздушној) комори, преко еластичне мембране амортизује ударе течности. Ваздушно звоно омогућује да и прекидне пумпе потискују течност без прекида. При кретању клипа или мембране пумпе потискује се течност у комору ваздушног звона, подиже ниво течности у доњој комори, сабија ваздух у горњи део који обезбеђује стално потискивање течности. У горњу комору се ваздушном пумпом убацује ваздух који помаже да се малим подизањем ваздушне мембране повиси притисак. Мањак ваздуха у ваздушној комори изазива вибрације, трзање пумпе и црева. Уколико је ваздушни притисак мали проток течности на дизнама пумпе је неравномеран.